# Iberische vroedmeesterpad
De Iberische vroedmeesterpad, ook wel Spaanse vroedmeesterpad (Alytes cisternasii) is een kikker uit de familie Alytidae. De soort werd voor het eerst wetenschappelijk beschreven door Eduardo Boscá in 1879. Later werd de wetenschappelijke naam Ammoryctis cisternasii gebruikt.

## Algemeen
Deze kikker komt voor in heel Portugal en het westen van Spanje, de habitat bestaat uit zanderige plaatsen zoals bosranden, heidevelden en zandverstuivingen. De kikker bevindt zich meestal niet ver van water, zoals een sloot of poel, en kruipt over de grond want springen kan dit dier niet goed. Meestal wordt een holletje gegraven onder een omgevallen boom of een steen, waar het dier overdag schuilt en tijdens de schemering tevoorschijn komt om op vliegen, muggen en wormen te jagen.

## Uiterlijke kenmerken
De Iberische vroedmeesterpad is kleiner dan de gewone vroedmeesterpad (Alytes obstetricans) die een veel groter verspreidingsgebied heeft en ook in Nederland en België voorkomt. Deze soort wordt niet groter dan 5 centimeter, de mannetjes zijn vaak veel kleiner. Ook de kop is duidelijk kleiner en stomper en het lijf enigszins gedrongen. De soort is echter het best te herkennen aan de kleine, feloranje vlekjes op de flanken en poten, en meestal op de bovenste oogleden, het betreft niet meer dan erg kleine groepjes van enkele vlekjes. De basiskleur is bruingroen met een donkere, onregelmatige vlektekening op de rug, een verticale pupil en oranje iris.

## Voortplanting
De naam vroedmeesterpad is te danken aan de mannetjes, die de eieren nadat ze gelegd zijn een tijdje meenemen op de rug ter bescherming tegen aquatische predatoren zoals insectenlarven. Het is echter een fabeltje dat uit de eitjes volledig ontwikkelde kleine kikkertjes komen. Er is een aquatisch stadium nodig, al is dit korter dan dat van andere groepen van kikkers die hun eieren direct in het water afzetten. De meeste kikkers leggen ook aanzienlijk meer eieren, enkele honderden tegenover hooguit tientallen bij vroedmeesterpadden.